# 四条隆親
四条 隆親（しじょう たかちか）は、鎌倉時代前期から中期にかけての公卿・歌人。大納言・四条隆衡の二男。官位は正二位・権大納言。善勝寺長者（四条家当主）。

## 経歴
父・隆衡は平清盛の外孫にあたるが、母（坊門信清の娘）の姉妹は3代将軍・源実朝の正室でもあった。
元久2年（1205年）従五位下に叙爵。貞応元年（1222年）8月に蔵人頭、元仁2年（1225年）に参議、寛喜3年（1231年）権中納言、貞永元年（1232年）正二位、嘉禎1年（1235年）中納言、同4年（1238年）権大納言となる。後鳥羽上皇、後堀河天皇の近臣。妻の足利能子（足利義氏の娘）は土御門天皇の第七皇子・邦仁王の乳母であったが、仁治3年（1242年）正月、四条天皇が崩御した際、鎌倉幕府の意向で邦仁王が次期天皇として擁立され、隆親の冷泉万里小路第で後嵯峨天皇として践祚、能子は典侍となった。また、姉の貞子が生んだ西園寺姞子が後嵯峨天皇の中宮に立てられたことで姞子の祖父である西園寺公経と共に天皇の後ろ盾となった。更に妹の灑子が嫁いだ公経の外孫である二条良実も関白に任じられたことで摂関家とも関係を構築した。宝治元年（1247年）に中宮大夫を兼ね、宝治2年（1248年）には皇后宮大夫を兼任した。建長2年（1250年）、大納言となる。文応元年（1260年）、大納言を辞職したが、嫡子とした隆顕とは不仲で、結局、建治2年（1276年）に、隆顕は権大納言を辞職、出家し、隆親が大納言に還任した。四条家嫡流は長男・房名の系統となり、隆顕の系統は後に南朝に与して絶家となる。
弘安2年（1279年）9月6日、78歳で薨去。料理の名人であり、『宝治百首』にも「塩釜」を歌枕に詠んだ歌を採られた歌人でもあった。

## 系譜
- 父：四条隆衡
- 母：坊門信清の娘
- 妻：藤原範茂の娘（のち離縁）
- 妻：坊門信家の娘
  - 長男：四条房名（1229-1288）
- 妻：足利能子 - 後嵯峨天皇乳母、典侍、足利義氏の娘
  - 二男：四条隆顕（1243-?）
- 生母不明の子女
  - 三男：鷲尾隆良（?-1296）
  - 男子：隆任
  - 男子：隆遍 - 大僧正、興福寺別当
  - 女子：近子（?-1259） - 大納言典侍、源雅忠室、後深草院二条母
  - 女子：隆子 - 典侍、従三位
  - 女子：識子（1264-） - 鷲尾一品、伏見天皇乳母